# Astronom (Vermeer)
Astronom (nizozemski: De astronoom) je slavno ulje na platnu koje je naslikao nizozemski barokni slikar Johannes Vermeer oko 1668. godine.
Portreti znanstvenika bili su omiljena tema u nizozemskom slikarstvu 17. stoljeća. Slika prikazuje muškarca u 30-ima kako intenzivno promatra nebeski globus u dobro i toplo osvijetljenom ateljeu. Time je jedna od samo dvije Vermeerove slike, uz „Geografa“, koja prikazuje muškarca. Vjeruje se da obje prikazuju istog čovjeka, Antoniea van Leeuwenhoeka. Istraživanje iz 2017. god. dokazalo je da platno za oba djela proizlazi iz istog materijala, potvrđujući njihov bliski odnos.
Muškarac ima dugačak, ravan nos i pune usne, odjeven je u kućni ogrtač - kimono, kojeg je Carski sud izdao nizozemskim trgovcima koji žive u Japanu u vrlo ograničenim količinama. Astronom na globusu mjeri udaljenost palcem i srednjim prstom, te zapravo prikazuje očaranost geografijom i znanošću koje su u 17. stoljeću promijenili svijet. Kao i mnogi Vermeerovi likovi, astronom je smješten kraj prozora. Ruke mu pokreću kretanje tijela prema naprijed, a na licu se odražava trenutak otkrića. Opća fizionomija, neopisive osobine, neuredna kosa i odijelo privlače pogled na osvijetljeno lice mislioca, u sobu u kojoj je jedino svjetlo znanje. Osim toga, na stolu se još nalazi i nekoliko knjiga, a ona otvorena mu služi kao vodič. Identificirana je kao drugo izdanje Adriaena Metiusa iz 1621. god.: „Istraživanje ili opažanje zvijezda“, a otvorena je na poglavlju koje kaže da je za to istraživanje potrebno i „nadahnuće od Boga“. S knjigom na stolu je i astrolab koji je prvi izradio nizozemski kartograf Willem Janszoon Blaeu koja se nalazi i na „Geografu“. U Vermeerovom astronomu astrolab može sugerirati čovjekovu potrebu da zacrta svoj tijek u životu pažljivom i racionalnom primjenom logike i mjerenja.
Konstrukcija prozora je ukrašena vitrajem ukrasne stabljike. Dolazeća svjetlost koncentrirana je na učenjaka i nebeski globus stvarajući tajanstveno ozračje. Iznad ormara se nalazi dijagram, možda neka astronomska saznanja koja su izgubljena tijekom vremena. Slika na zidu prikazuje „Pronalazak Mojsija” i također predstavlja potrebu za božanskom inspiracijom; Mojsije može predstavljati znanje i znanost jer je bio „obrazovan svim mudrostima Egipćana”. Vermeerov astronom predstavlja dvije različite vrste potrage za znanjem iz 17. stoljeća, modernu pored tradicionalne.
Sliku je, zajedno s Geografom, 27. travnja 1713. god. u Rotterdamu kupio nepoznati kolekcionar. Između 1881. i 1888. pariški trgovac umjetninama Léon Gauchez prodao ju je bankaru i kolekcionaru umjetnosti Alphonseu Jamesu de Rothschildu. Nakon njemačke invazije na Francusku, sliku su 1940. god. nacisti odnijeli iz hotela obitelji Rothschild u Parizu i odnijeli u Njemačku. Na poleđini je tada crnom tintom utisnuta mala svastika. Slika je vraćena obitelji Rothschild nakon rata, a od 1983. god. je izložena u Louvreu.

## Vanjske poveznice
|  | Zajednički poslužitelj ima još gradiva o temi Astronom (Vermeer) |

- Walter A. Liedtke, Vermeer i Delftska škola, Metropolitanski muzej umjetnosti, New York ISBN 978-0-87099-973-4 (engl.)